# Рогаля Самійло
Рога́ля Самійло (р. н. невідомий — 14 січня 1644, Львів) — білоруський і український друкар, чернець («отець Самуїл, що з Вільна німець друкар»).
В 20-30-х роках 17 століття — чернець віленського Святодухівського монастиря і майстер у монастирської друкарні. 1628 року їздив у Москву від імені монастиря. Деякий час проживав у Львові, у 1-й половині 40-х років був технічним керівником Києво-Печерської друкарні. В 1643 році був посланий митрополитом київським Петром Могилою до господаря В. Лупула в Ясси для організації першої друкарні в Молдові. В цій друкарні було видано першу молдовську друковану книжку — «Євангеліє учительське» («Картя де инвенцатуре»).
Надавав допомогу російському послові О. Л. Ордіну-Нащокіну в його діяльності.